# 노진호
노진호(한국 한자: 盧振鎬, 1969년 4월 9일 ~ )는 대한민국의 전 축구 선수이며, 포지션은 미드필더였다.